# Ready for the Weekend
Ready for the Weekend — второй студийный альбом шотландского музыканта Кельвина Харриса. Пластинка вышла в Австралии 14 августа 2009 года и в Великобритании 17 августа 2009 года. В США пластинка сначала была выпущена в виде цифровой загрузки 18 августа 2009 года и 6 октября 2009 года на компакт-диске лейблом Ultra Records. В Великобритании альбом получил статус золотого 16 октября 2009 года, когда проданный тираж составил 100 000 экземпляров.

## Об альбоме
Харрис начал работу вскоре после релиза своего дебютного альбома I Created Disco. Первые треки были записаны в 2008 году. 3 апреля 2008 года Кельвин заявил о том, что имевшаяся копия его нового альбома была утеряна вместе с его лептопом в 5-м терминале аэропорта Хитроу. Позже в эфире радио BBC во время фестиваля в Гластонбери 2008 года он сообщил о том, что ему вернули багажа вместе с записями нового альбома. Позже Харрис признался в том, что солгал, поскольку альбома вообще не было в багаже, и что он надеялся таким образом выиграть время для окончания записи.
«Yeah Yeah Yeah La La La» использовалась в рекламе напитка Coca-Cola летом 2009 года.

## Коммерческий успех
Ready for the Weekend дебютировал на первом месте в UK Album Charts. В Ирландии альбом был #6 в Irish Album Charts, и успел появиться в US Billboard Top Heatseakers на #22 месте. Во Франции пластинка оказалась на #140, самом низком среди её позиций по всему миру.

## Список композиций
| №                   | Название                   | {{{extra_column}}}  | Длительность |
| ------------------- | -------------------------- | ------------------- | ------------ |
| 1.                  | «The Rain»                 |                     | 4:36         |
| 2.                  | «Ready for the Weekend»    |                     | 3:37         |
| 3.                  | «Stars Come Out»           |                     | 4:28         |
| 4.                  | «You Used to Hold Me»      |                     | 3:49         |
| 5.                  | «Blue»                     |                     | 3:40         |
| 6.                  | «I'm Not Alone»            |                     | 3:31         |
| 7.                  | «Flashback»                |                     | 3:48         |
| 8.                  | «Worst Day»                | Izza Kizza          | 3:46         |
| 9.                  | «Relax»                    |                     | 3:48         |
| 10.                 | «Limits»                   |                     | 3:41         |
| 11.                 | «Burns Night»              |                     | 2:19         |
| 12.                 | «Yeah Yeah Yeah, La La La» |                     | 3:16         |
| 13.                 | «Dance wiv Me»             |                     | 4:23         |
| 14.                 | «5iliconeator»             |                     | 3:29         |
| Общая длительность: | Общая длительность:        | Общая длительность: | 52:11        |

| №   | Название        | Длительность |
| --- | --------------- | ------------ |
| 15. | «Greatest Fear» | 6:20         |

| №   | Название                       | Длительность |
| --- | ------------------------------ | ------------ |
| 15. | «Greatest Fear»                | 6:20         |
| 16. | «I'm Not Alone» (Deadmau5 Mix) | 8:08         |

| №   | Название                                      | Длительность |
| --- | --------------------------------------------- | ------------ |
| 15. | «Ready For The Weekend (High Contrast Remix)» |              |
| 16. | «Ready For The Weekend (Fake Blood Remix)»    |              |
| 17. | «I'm Not Alone (Tiësto Remix)»                |              |
| 18. | «I'm Not Alone (☆Taku Takahashi Remix)»       |              |

## История релиза
- 14 августа 2009 — Австралия
- 17 августа 2009 — Великобритания, Ирландия и Европа
- 18 августа 2009 — США (цифровая загрузка)
- 6 октября 2009 — США (CD-формат)

## Чарты
| Чарт(2009)                   | Пик |
| ---------------------------- | --- |
| Австралия                    | 39  |
| Европа                       | 9   |
| Франция                      | 140 |
| Ирландия                     | 6   |
| UK Albums Chart              | 1   |
| UK Dance Albums Chart        | 1   |
| US Top 100 Dance Albums      | 12  |
| US Billboard Hot Heatseekers | 22  |
| World Album Charts           | 39  |